# Семёнов-Тян-Шанский, Михаил Дмитриевич
Михаи́л Дми́триевич Семёнов-Тян-Ша́нский (8 мая 1882, Санкт-Петербург — 19 января 1942, Ленинград) — русский, позднее советский географ и экономист, представитель учёной династии Семёновых-Тян-Шанских; профессор Педагогического института.

## Биография
Учился в Гимназии Карла Мая.
В 1902 году окончил гимназию и поступил в Медико-хирургическую академию.
С 1905 по 1907 год Михаил Дмитриевич на два года уехал в Германию в связи с началом революции, где учился в Гейдельбергском и Мюнхенском университетах.
После возвращения в Россию окончил курс в Петербургском университете.
В начале I Мировой войны был мобилизован в действующую армию.
В 1914 году был контужен, по выздоровлении вернулся обратно.
С 1915 по 1917 служил в Лейб-Гвардии Егерского полка.
В 1917 году получил отпуск по болезни, в это же время был ранен его старший брат Рафаил, после ранения он прожил около двух лет, а его сына усыновил Михаил Дмитриевич.
В 1918 году Михаил Дмитриевич был демобилизован из армии.
В 1920 Михаил Дмитриевич возвращается в Петроград и преподает географию, работает в Географическом музее, участвует в экспедициях на Дальнем Востоке.

## Научная деятельность
В 1941 года в блокадном Ленинграде Михаил Дмитриевич защищает докторскую диссертацию по географии.

## Семья
Отец — Семёнов-Тян-Шанский Дмитрий Петрович
Мать — Семёнова-Тян-Шанская Евгения Михайловна
Братья и сестры:
- Семёнов-Тян-Шанский Рафаил Дмитриевич
- Семёнов-Тян-Шанский Александр Дмитриевич
- Семёнов-Тян-Шанский Николай Дмитриевич
- Семёнов-Тян-Шанский Леонид Дмитриевич
- Семёнова-Тян-Шанская Вера Дмитриевна
- Семёнова-Тян-Шанская Ариадна Дмитриевна[2]

1-й брак — Семёнова-Тян-Шанская Эмма Андреевна (Генриховна), урожд. Парланд (1886—1919), племянница Альфреда Парланда.
- Дочь — Семёнова-Тян-Шанская Вера Михайловна (1916—1993), преподаватель английского языка. Ее муж (с 1946) —  Арсений Владимирович Старосельский (1904—1953), журналист, писатель. 
  - Внук — Михаил Арсеньевич Семенов-Тян-Шанский (род. в 1948), доктор физико-математических наук
    - Правнук — Кирилл Михайлович Семенов-Тян-Шанский (род. в 1979), физик-теоретик, кандидат физико-математических наук
    - Правнучка  — Евгения Михайловна  Семенова-Тян-Шанская (Лаврова)
- Дочь — Семёнова-Тян-Шанская Анастасия Михайловна, автор воспоминаний

2-й брак — Алиса Андреевна Парланд (1874—1938), художница, родная сестра первой жены.
В семье воспитывался племянник племянник (сын брата) — Кирилл Рафаилович Семенов-Тян-Шанский.